# Egy nap (film, 2011)
Az Egy nap (eredeti cím: One Day) 2011-ben bemutatott romantikus film. Rendező Lone Scherfig. A forgatókönyvet David Nicholls a 2009-ben megjelent azonos című regénye alapján írta. A főszerepeket Anne Hathaway és Jim Sturgess alakítja. Az Egyesült Királyság területén kívül minden terjesztői jogot birtokló Focus Features 2011. augusztusban kezdte el vetíteni a filmet. A szigetországban az ingyenesen fogható televíziós csatornáknak a Film4 biztosít elérést a filmhez. 
Magyarországon a Bigbang feliratozásával 2011. október 20-tól kezdték vetíteni a mozikban.

## Cselekménye
A történet egy olyan lányról (Emma) és fiúról (Dexter) szól, akik 1988. július 15-én fejezték be tanulmányaikat az Edinburgh-i Egyetemen, és bár az éjszakát együtt töltötték, nem történt köztük „semmi”. A történet a következő 20 év július 15-it tárja a szemünk elé.

## Szereplők
- Anne Hathaway: Emma Morley
- Jim Sturgess: Dexter Mayhew
- Romola Garai: Sylvie
- Rafe Spall: Ian
- Ken Stott: Steven, Dexter édesapja
- Patricia Clarkson: Alison, Dexter édesanyja
- Jodie Whittaker: Tilly
- Jamie Sives: Godalming úr
- Georgia King: Suki Meadows
- Matt Berry: Aaron
- Matthew Beard: Murray Cope

## Forgatás
A filmet a Random House Films és a Focus Features koprodukcióban készítette el. A pénzügyi támogatásban a. Film4 Productions is besegített.
Anne Hathaway színésznő azt mondta, titokban kapta meg a forgatókönyvet, mert a szigetországban forgató Scherfig nem akart erre a posztra amerikai származású szereplőt. Hathaway Londonba utazott, ahol átbeszélték, miért is neki kell eljátszania a szerepet. Hathaway később azt mondta: "Ez volt életem legrosszabb találkozója. Egyáltalán nem fogalmaztam világosan." Mikor elment, akkor azonban összeállított Scherfignek egy listát azokból a dalokból, amiket meg kellene hallgatnia. Ezt írta mellé: "Tisztában vagyok azzal, hogy nem mondtam ma el, mit is akarok. Azt hiszem, ezek a dalok megteszik majd." Scherfig meghallgatta a dalokat, és ezek hatására Hathaway kapta meg a szerepet.
A forgatást 2010 júliusában kezdték el. A felvételeket Angliában, Skóciában és Franciaországban készítették. Edinburghban, abban a városban, ahol Emma és Dexter először találkoztak, 2010. augusztusban kezdődtek a munkálatok. Több helyen, így az Artur Székénél is készültek felvételek. Innen Londonba mentek, ahol az Észak-londoni Lidóban vették fel azokat a jeleneteket, mikor Emma különböző életkorban úszik a medencében. A Jim Sturgesst és Romola Garait is ábrázoló, egy ház belsejében készített képeket Stroud Greenben a Granville Roadon vették fel. A francia jeleneteket Bretagne-ban, Saint-Malo mellett, Dinard-ban filmezték le. A görög jelenetekkel kidekorált Cafe Paradis valójában egy tengerparti klub.